# Styles-Gletscher
Der Styles-Gletscher ist ein Kargletscher im ostantarktischen Mac-Robertson-Land. Er fließt am nördlichen Ende des Mawson Escarpment in nördlicher Richtung. 
Luftaufnahmen entstanden 1956, 1960 und 1973 bei den Australian National Antarctic Research Expeditions. Das Antarctic Names Committee of Australia benannte ihn 1978 nach dem australischen Regierungsbeamten Donald Franklin Styles (1916–1995), stellvertretender Direktor der Australian Antarctic Division.